# José Miguel Infante

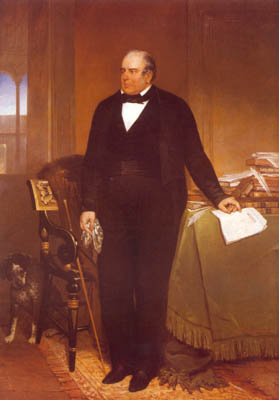
José Miguel Infante

José Miguel Infante Rojas (* 1778 in Santiago de Chile; † 9. April 1844 ebenda) war ein chilenischer Staatsmann und Politiker.

## Leben
José Miguel Infante kam als Sohn wohlhabender Eltern in Santiago de Chile zur Welt. Sein Vater war Agustín de Infante, seine Mutter hieß Rosa Rojas. José studierte Rechtswissenschaft und erhielt 1806 die Zulassung als Anwalt.
Sein Onkel mütterlicherseits, José Antonio de Rojas, gestattete ihm Zugang zu seiner umfangreichen Bibliothek. Dort fand Infante auch die Werke der französischen Aufklärung, die sein Denken stark beeinflussten.
Nachdem Napoléon Bonaparte 1808 den spanischen König Ferdinand VII. im französischen Exil festhielt, um Joseph Bonaparte auf den spanischen Thron zu heben, reagierten die Spanier im Mutterland und in den Kolonien weitgehend ablehnend. In Spanien bildeten sich lokale Regierungsräte, die den Widerstand gegen die napoleonischen Besatzer organisierten; auch im spanischen Kolonialreich gab es Bestrebungen in dieser Art. Als Bevollmächtigter des Cabildo (Gemeindevertretung) von Santiago drängte José Miguel Infante 1810 auf die Bildung einer derartigen Regierungsjunta auch in Chile.
Im September 1810 rief der amtierende Gouverneur Mateo de Toro Zambrano y Ureta eine offene Versammlung der Honoratioren für den 18. September 1810 zusammen, auf dem sich die erste Regierungsjunta konstituierte. Auf dieser Versammlung setzte sich Infante vehement für die Wahl zu einem Nationalkongress ein und fand für diese Position die Zustimmung der Mehrheit.
Als Abgeordneter für Santiago wurde er in den Kongress gewählt und sprach sich dort für die Unabhängigkeit der Kolonie aus. In den turbulenten Zeiten 1813 und 1814 amtierte er mehrfach in Regierungsjuntas an der Seite von José Miguel Carrera und schuf in dieser Zeit Institutionen wie das Instituto Nacional und die Biblioteca Nacional.
Nachdem die Chilenen im Unabhängigkeitskrieg in der Schlacht von Rancagua von spanischen Truppen unter Mariano Osorio vernichtend geschlagen worden waren, gingen die Führer der Unabhängigkeitsbewegung, darunter auch Infante, ins Exil nach Argentinien.
1817 kehrten die Chilenen siegreich in ihre Heimat zurück. Der militärische Sieg über die Spanier sicherte die Unabhängigkeit des Landes. Der Director Supremo Bernardo O’Higgins ernannte Infante zum Finanzminister. Nach Differenzen mit O Higgins trat er bald zurück.
Als moderate Kräfte 1823 die Absetzung von O’Higgins erreichten, war Infante beteiligt. Unter der Führung von Ramón Freire y Serrano übernahm er einen Sitz am obersten Gerichtshof. Unter seiner Federführung schaffte Chile die Sklaverei ab; als erstes Land Amerikas.
Er erhielt 1824 einen Sitz im Consejo dictatorial und arbeitete dort bis 1826 unter Präsident Freire an der Umsetzung eines föderalen Systems nach dem Vorbild der USA. Eine Reihe von Verfassungsreformen bewegte Chile in seinem Sinne. Das Land wurde in acht Provinzen eingeteilt, die jede eine eigene Volksvertretung erhielt und der ein Intendente voranstand, der vom Volk gewählt wurde. Seine Ideen verbreitete Infante durch Veröffentlichungen in der von ihm gegründeten Zeitung El Valdiviano Federal.
Die Verfassung stand unter keinem guten Stern; administrative Probleme und der massive Widerstand von Klerus und Konservativen führten dazu, dass der Kongress sich im Juni 1827 auflöste und der neue Präsident Francisco Antonio Pinto Díaz das Experiment Föderalismus für beendet erklärte.
Der Konflikt zwischen konservativen Zentralisten und liberalen Föderalisten führte 1829 zum Bürgerkrieg, in dem Freire die liberale Sache anführte und nach der Niederlage in der Schlacht von Lircay ins peruanische Exil gehen musste. Infante blieb moderat und stellte sich auch unter der Herrschaft der Konservativen unter Pinto für den neuen Kongress ab 1830 zur Wahl; als Abgeordneter für Curicó wurde er gewählt, aber bald aus dem Plenum ausgeschlossen. Als Publizist warb er weiterhin für die föderale und liberale Sache.
Als sich die Wogen des Konfliktes geglättet hatten, bot man ihm den Vorsitz des Obersten Gerichtshofes und eine Professur für Rechtswissenschaft an der Universidad de Chile; er lehnte aber beide Berufungen ab.
1843, im Alter von 65 Jahren, heiratete er Rosa Munita. Im April 1844 starb er in Santiago de Chile.